# Fiordo della Boca de Quadra
La Boca de Quadra è un fiordo naturale situato nell'Alaska sud-orientale (Stati Uniti d'America). Dal punto di vista amministrativo si trova nel Borough di Ketchikan Gateway vicino alla città di Ketchikan ed è compreso nell'area marittima Inside Passage dell'arcipelago Alessandro (Alexander Archipelago).

## Descrizione fisica
Si estende dal canale Revillagigedo (Revillagidedo Channel) verso nord-est fino al fiume Keta (Keta Rivers). Ai lati del fiordo a nord sono presenti dei rilievi chiamati North Quadra Mountain 55°06′43″N 130°56′55″W (massima elevazione 850 m s.l.m.), mentre a sud si trovano i South Quadra Mountain 55°04′16″N 130°54′48″W (massima elevazione 560 m s.l.m.). Questi ultimi rilievi si trovano nella penisola Ridge (Peninsula Ridge).

### Insenature secondarie
Dal fiordo si diramano altri fiordi (o insenature) secondari (da nord in senso orario):
- Baia di Weasel (Weasel Cove)[5] 55°09′04″N 130°49′51″W
- Baia di Badger (Badger Bay)[6] 55°10′15″N 130°49′13″W
- Insenatura di Marten (Marten Arm)[7] 55°07′57″N 130°36′22″W
- Baia di Mink (Mink Bay)[8] 55°03′24″N 130°42′14″W
- Baia di Vixen (Vixen Bay)[9] 55°03′17″N 130°47′36″W

### Promontori
Nel canale sono presenti alcuni promontori (dall'entrata all'interno):
- Promontorio di Quadra (Quadra Point)[10] 55°05′17″N 130°58′55″W - Il promontorio, con una elevazione di 41 metri, segna l'entrata meridionale (lato nord) del fiordo Boca de Quadra.
- Promontorio di Kah Shakes (Kah Shakes Point)[11] 55°03′46″N 130°58′48″W - Il promontorio, con una elevazione di 47 metri, segna l'entrata meridionale (lato sud) del fiordo Boca de Quadra.
- Promontorio di Orca (Orca Point)[12] 55°07′04″N 130°51′05″W - Il promontorio ha una elevazione di 100 metri.
- Promontorio di Porpoise (Porpoise Point)[13] 55°05′39″N 130°46′17″W - Il promontorio ha una elevazione di 21 metri.
- Promontorio di Bactrian (Bactrian Point )[14] 55°07′21″N 130°42′07″W - Il promontorio ha una elevazione di 116 metri e segna l'entrata dell'insenatura di Marten (Marten Arm).

### Isole all'interno del fiordo
Isole all'imboccatura del fiordo:
- Isole di Slate (Slate Islands)[15] 55°05′44″N 131°03′09″W

Altri affioramenti sono le scogliere White Reef, Snail Rock, Black Rock, Indian Rock e Washington Monument Rock.
Parte interna del fiordo:
- Isola di Kestrel (Kestrel Island)[16] 55°06′27″N 130°47′55″W
- Isola di Kite (Kite Island)[17] 55°05′16″N 130°46′54″W

Isole della baia di Vixen:
- Isola di Gannet (Gannet Island)[18] 55°04′18″N 130°47′56″W
- Isola di Raven (Raven Island)[19] 55°02′59″N 130°47′04″W
- Isola di Gosling (Gosling Island)[20] 55°02′15″N 130°46′54″W

Isola della baia di Mink:
- Isola di Cygnet (Cygnet Island)[21] 55°05′20″N 130°43′36″W

### Fiumi
I fiumi principali che alimentano le acque del fiordo sono:
- Skull Creek: alimenta la baia di Weasel.
- Keta River: alimenta il braccio più settentrionale del fiordo.
- Marten River: alimenta il braccio di mare Marten.
- Sockeye Creek: sfocia all'inizio della baia di Mink.
- Humpback Creek: alimenta la baia di Mink.

## Etimologia
La baia fu nominata nel 1792 da Jacinto Caamaño (1759 - 1825), un esploratore spagnolo, in onore di Juan Francisco de la Bodega y Quadra (1743 - 1794), militare, esploratore e navigatore peruviano nell'ambito delle indagini ed esplorazioni della regione nel periodo 1775 - 79. Il nome fu adottato dal capitano George Vancouver, che esplorò successivamente questo estuario il 6 agosto 1793.

## Accessi e turismo
Il fiordo si può raggiungere via mare (facilmente da Ketchikan) o via aerea (idrovolanti) e fa parte del parco nazionale Misty Fiords National Monument oltre che dell'area più grande denominata foresta Nazionale di Tongass (Tongass National Forest).

## Fauna
Nella fauna marina del fiordo si possono trovare: balene, leoni marini e aringhe (queste ultime molto numerose). Nel canale si pratica anche la pesca del salmone.